# Тесиджер, Фредерик, 2-й барон Челмсфорд
Фредерик Огастес Тесиджер, 2-й барон Челмсфорд (31 мая 1827 — 9 апреля 1905) — генерал британской армии, командующий в ходе англо-зулусской войны. Центральная колонна его сил была разбита зулусами в битве при Изандлване в 1879 году, что стало худшим поражением Британской империи от племён туземцев. Однако Челмсфорду в том же году удалось взять реванш в решающей битве при Улунди, завершившей зулусскую кампанию.

## Биография
Фредерик Огастес Тесиджер родился 31 мая 1827 года. Он был сыном юриста Фредерика Тесиджера, позднее ставшего лордом-канцлером и положившего начало баронству Челмсфорд. Фредерик Аугустус получил образование в Итонском колледже.
Тесиджер выбрал военную карьеру, но ему не удалось поступить в гренадерскую гвардию. В 1844 году он приобрёл назначение в стрелковую бригаду. В 1845 году он проходил службу в составе бригады в Галифаксе, Новая Шотландия, в ноябре 1845 года приобрёл право на перевод в гренадеры в чина энсина и лейтенанта. В 1850 году он был повышен в чине до лейтенанта и капитана. В 1852 году стал адъютантом лорда-лейтенанта Ирландии Эглинтона, а с 1853 по 1854 служил у главнокомандующего в Ирландии сэра Эдварда Блейкени.
В мае 1855 года Тесиджер отправился на Крымскую войну, сначала служил со своим батальоном, с июля 1855 года был адъютантом командующего второй дивизией генерал-лейтенанта Эдвина Маркхема, закончил кампанию на посту заместителя генерала-квартирмейстера (с ноября 1855 года) генерального штаба, получил временное повышение в звание майора. Его имя упоминалась в депешах. Тесиджер получил турецкий орден Меджидие пятого класса, медали за крымскую кампанию от Британии, Турции и Сардинии.
В 1857 году Тесиджер был повышен в звании до капитана и подполковника. В 1858 в чине подполковника переведён в 95-й дербишерский пехотный полк, участвовал с полком в завершающем этапе подавления восстания сипаев. Его имя также упоминалась в депешах. В 1861—1862 годах он служил заместителем генерала-адъютанта сил в Бомбее. В 1863 году получил временное звание полковника. В Бомбее Тесиджер подружился с местным губернатором сэром Генри Бартлом Фрером, эта дружба впоследствии сыграла важную роль во время службы в Южной Африке. Челмсфорд служил заместителем генерала-адъютанта в ходе экспедиции в Абиссинию в 1868 году, за своё участие он удостоился ордена Бани (ранг компаньона) и в 1868 году стал адъютантом королевы Виктории. В 1869-74 годах Челмсфорд был генералом-адъютантом Индии.
В 1874 году Тесиджер вернулся в Англию в чине полковника штаба, командовал войсками в армейском лагере Шорнклиф, затем в 1877 году назначен командиром бригады в Олдершоте получив временное звание бригадного генерала. Тем не менее, он попросил назначения за рубеж ввиду более дешёвой жизни там.
В марте 1877 года Тесиджер был произведён в генерал-майоры и был назначен командовать войсками в Южной Африке, получив местное звание генерал-лейтенанта в феврале 1878 года. В октябре того же года унаследовал от своего отца титул барона Челмсфорд. В июле 1878 года он закончил девятую пограничную войну с кафрами и в ноябре 1878 года стал рыцарем-командором ордена Бани. После войны с кафрами у Тесиджера сложилось низкое мнение о боеспособности этого народа, это ошибочное мнение впоследствии привело к катастрофическим последствиям.
В январе 1879 года сэр Генри Бартл Фрер, личный друг Челмсфорда, спровоцировал войну против короля зулусов Кетчвайо, который в то время был союзником британской короны. Экспедиционный корпус британцев вторгся на территорию зулусского королевства. 22 января 1879 года британцы были атакованы зулусской армией под Изандлваной, зулусам удалось уничтожить центральную колонну сил Челмсфорда, что стало худшим поражением британской армии от местных туземных войск в истории Британской империи.

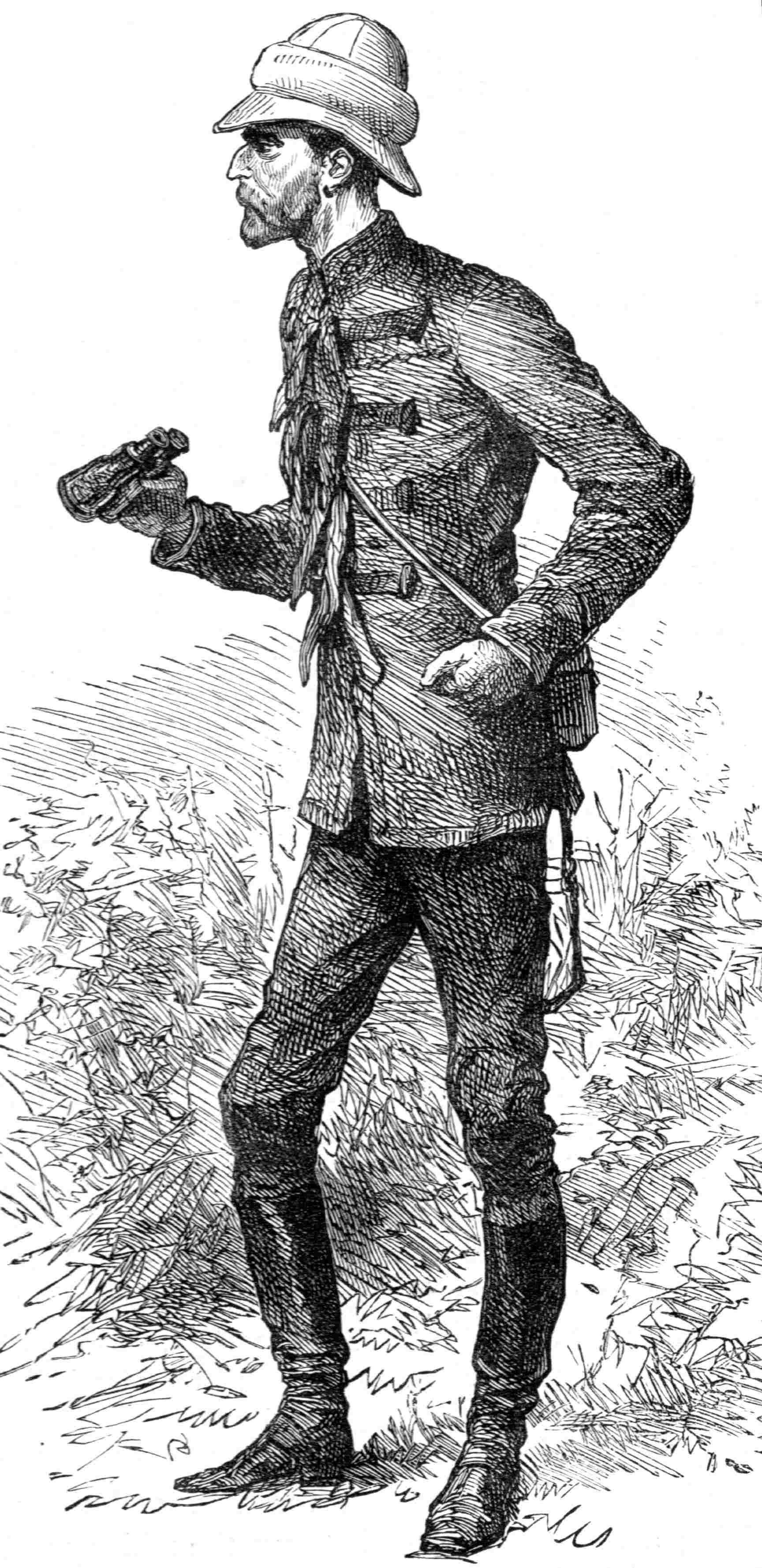
Рисунок лорда Челмсфорда, сделанный офицером в ходе битвы при Улунди

Британские власти были озабочены возможностью вторжения зулусов в Наталь, что привело к замене Челмсфорда на сэра Гарнета Уолсли. Приказ вступал в силу с прибытием Уолсли. Челмсфорд проигнорировал мирные предложения короля Кечвайо и нанёс удар по зулусам в Улунди, желая восстановить свою репутацию и закончить кампанию до приезда Уолсли. Это привело к буквальному уничтожению зулусской армии. Британцы потеряли десятерых убитыми и 87 ранеными, зулусы одними убитыми потеряли в шесть раз больше. Hall, 1978 ссылается на London Standard, упомянувший о 473 убитых и более тысячи раненых. Челмсфорд приказал сжечь королевский крааль в Улунди. 15 июля в форте св. Павла он передал командование Уолсли и через два дня покинул Южную Африку на корабле.
Разгром зулусов под Улунди позволил Челмсфорду частично восстановить свою репутацию после катастрофы под Изандлваной. Уолсли отметил в донесениях, что Челмсфорд должен быть награждён за успех под Улунди и в августе Челмсфорд стал рыцарём большого креста ордена Бани. Тем не менее, в ходе расследования, предпринятого британской армией по поводу событий, приведших к разгрому под Изандлваной, Челмсфорд подвергся суровой критике и более не командовал боевыми силами.
В 1882 году Челмсфорд стал генерал-лейтенантом, в 1884-89 был лейтенантом Тауэра, в 1887 году стал полковником 4-го добровольческого стрелкового корпуса (западный Лондон), в 1888 году произведён в полные генералы, в 1889 году — полковник Дербиширского полка. В 1900 году стал полковником второго полка телохранителей, в 1902 году стал рыцарем большого креста ордена королевы Виктории. Челмсфорд до самой смерти руководил церковным обществом Church Lads' Brigade.

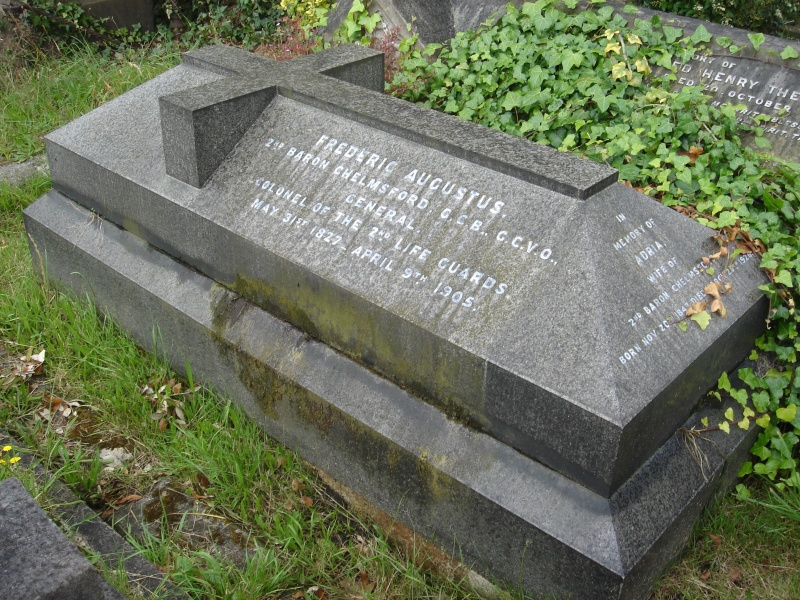
Могила Челмсфорда на Бромптонском кладбище, Лондон

Челмсфорд умер от апоплексического удара в 1905 году во время игры в бильярд в клубе Объединённой службы и был погребён на лондонском Бромптонском кладбище.
В фильме «Рассвет зулусов» роль Челмсфорда сыграл актёр Питер О’Тул.

## Родственники и потомки
У него были четверо сыновей: старший унаследовал его титул и стал третьим бароном Челмсфордом, занимал пост вице-короля Индии, стал первым виконтом Челмсфордом. Другой сын подполковник Эрик Тесиджер служил в ходе Первой мировой войны и стал почётным пажом королевы Виктории. Третий сын Уилфрид Гилберт Тесиджер стал дипломатом, в 1916 году служил в Аддис-Абебе. Он был отцом автора и исследователя Уилфрида Тесиджера.
Его сестра Джулия (1833—1904) была замужем за сэром Джоном Ирдли Уилмотом Инглизом (1814—1862), командовавшим британскими силами в ходе осады Лакхнау в 1857 году. Она оставила воспоминания об осаде, в которые вошли выдержки из её дневника.
Челмсфорд был дядей актёра Эрнеста Тесиджера.

## Комментарии
1. ↑  ... все понимали, что он должен попытаться и закончить войну перед своим смещением...что несчастный лорд Челмсфорд может получить шанс выиграть битву...[11]